# Cozmești (Iași)
Cozmești is een Roemeense gemeente in het district Iași.
Cozmești telt 2992 inwoners.